# Прокляті солдати

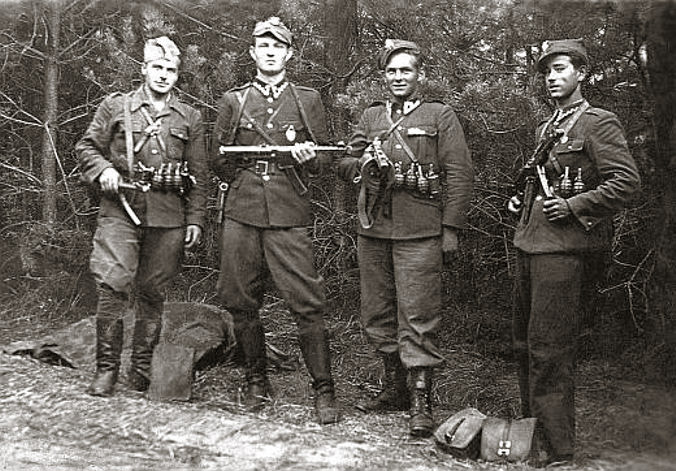
Вояки польського самостійницького підпілля (червень 1947)

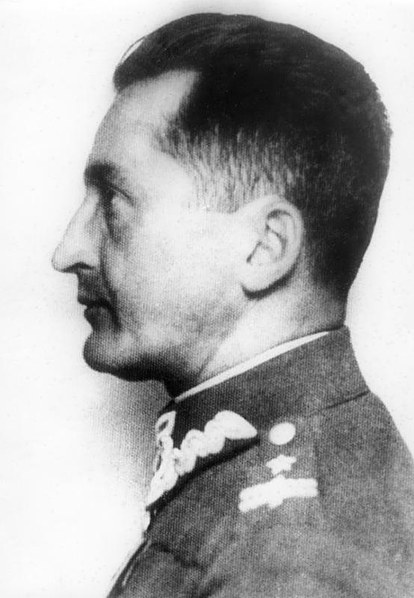
Бригадний генерал Август Еміль Фільдорф, будував структуру організації «NIE», покликаної протистояти радянській окупації, жертва судового вбивства в 1953 році

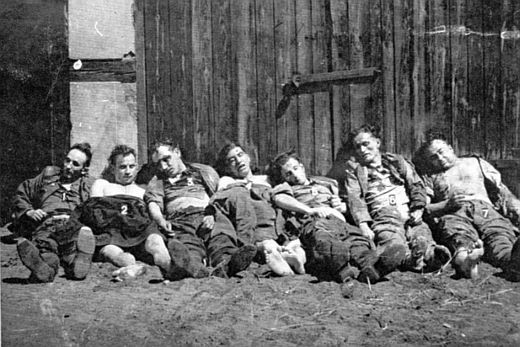
Тіла полеглих у боях з МГБ і Громадянською міліцією в липні 1953 року вояків загону поручника Вацлава Грабовського «Пущика» з «Національного військового об'єднання»

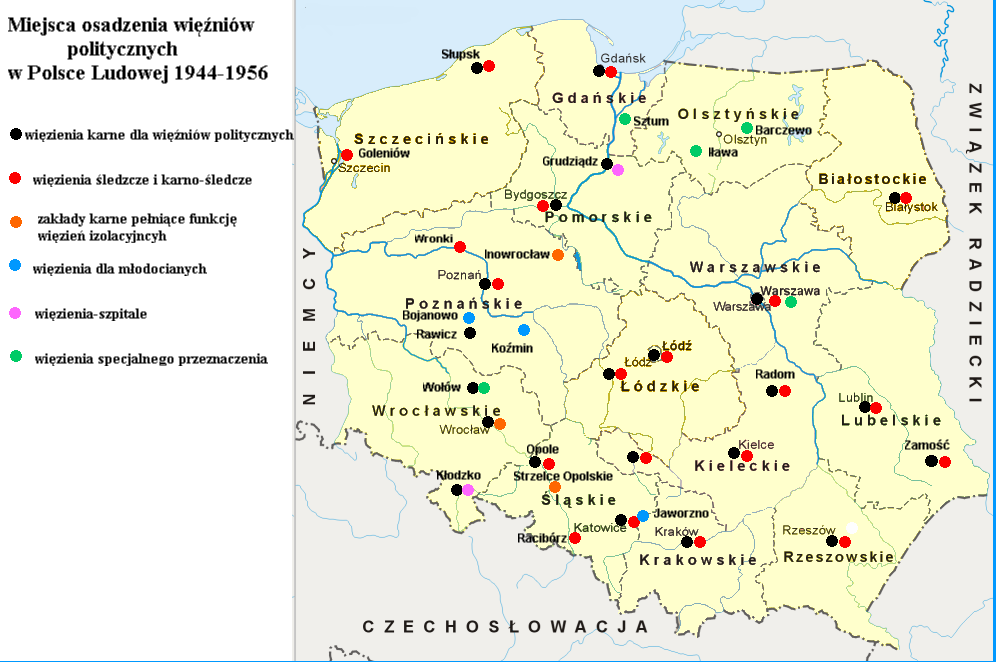
Місця політичних в'язниць у комуністичній Польщі 1944—1956 рр.

Про́кляті солда́ти (пол. Żołnierze wyklęci), незламні солдати, польське післявоєнне самостійницьке і антикомуністичне підпілля (пол. żołnierze niezłomni, polskie powojenne podziemie niepodległościowe i antykomunistyczne) — антикомуністичний, незалежницький, партизанський рух опору проти радянізації Польщі та її підпорядкування Радянському Союзу. Вів боротьбу зі службами безпеки СРСР і підлеглими їм відомствами у Польщі.
Чисельність членів усіх підпільних організацій і груп оцінюється в 120—180 тисяч осіб. В останні дні Другої світової війни на території Польщі діяло 80 000 антикомуністичних партизанів. Останній член руху опору — Юзеф Франчак, псевдо «Лялєк», із загону капітана Здіслава Вронського «Ускока» — загинув в облаві у селі Майдан Козиць Верхніх під містом П'яски (Люблінське воєводство) через вісімнадцять років після війни — 21 жовтня 1963 року. Однак на ділі більшість збройних організацій припинила діяльність внаслідок відсутності реакції США і Великої Британії (як гарантів положень Ялтинської конференції) на фальсифікацію Польською робітничою партією (попередницею ПОРП) виборів у законодавчий сейм у січні 1947 року і, як результат, остаточного таким чином визнання англосаксонськими наддержавами насаджуваної Радянським Союзом влади в Польщі. Після масових виходів із підпілля (76 774 осіб) під час проведеної після виборів амністії 1947 та у зв'язку з несправдженням сподівань на втручання цих наддержав антикомуністичне самостійницьке збройне підпілля після 1947 року налічувало не більш ніж дві тисячі борців.

## Злочини проти непольського населення

Українські жінки та діти, по-звірячому вбиті «проклятими солдатами» у селі Верховина

Частина дослідників обстоює думку, що антикомуністичне підпілля було антисемітським і має нести відповідальність за вбивства євреїв. За словами соціолога Барбари-Тереси Енгелькінг, антикомуністичне підпілля у своїй пропаганді часто вдавалося до передвоєнних антисемітських тем і стереотипу жидокомуни. Згідно з дослідженнями Інституту національної пам'яті, антисемітизм серед «проклятих солдатів» міг бути пов'язаним із великою часткою євреїв і людей єврейського походження у керівництві органів безпеки.
Історик Мацей Коркуць вказує на факт стрілянини по кільканадцятьох цивільних євреях із боку підлеглих Юзефа Курася на псевдо «Вогонь» у районі Коросна. Він відзначає, що дія, визначена ним як злочин, не була наслідком наказу Юзефа Курася. Соціолог Ян Томаш Гросс зазначає, що загін Курася вбив тоді 11 осіб, поранивши сімох.
5 лютого 1946 загін Едварда Тарашкевича «Яструба» оволодів на кілька годин містом Парчів, у якому захопив продовольство, вбив міліціонера і трьох євреїв — співробітників міліції. Відомості про покарання єврейського населення, яке тероризувало поляків і регулярно грабувало місцевих селян, що приїжджали на базар, з'являються в написаному 1948 року «Літописі загону Желязного», де один з авторів тексту описує суспільно-економічну обстанову і план нападу на структури апарату безпеки, керованого народною владою у Парчеві. Привілейована єврейська охорона міста, яка була єдиною, хто міг, окрім силовиків, легально носити зброю, і яка турбувала місцеве населення, раніше діставала попередження від Яструба, що, коли та не припинить цієї практики, то він особисто їх покарає. Інформацію про етнічні причини нападу запустив у політичних цілях пропагандистський апарат «народної влади», після чого її неодноразово повторювали різні історики, які спиралися на сумнівні джерела, що походили від тодішніх спецслужб.
20 червня 1945 року підрозділ «національних збройних сил» у Желехуві вбив трьох євреїв, раніше 11 червня цей підрозділ знищив групу «польських демократичних діячів», серед яких виявилося кілька євреїв. За даними свідка, пізніше вбиті перебували в розшуку як євреї. За підрахунками Юзефа Адельсона, напад на потяг, співорганізатором якого були «національні збройні сили», забрав життя 200 євреїв. На думку Марека Едельмана, учасники підпілля під час цієї акції виводили з поїзда переважно євреїв.
На межі січня і лютого 1946 керівник загону Сил спеціальних операцій «Національного військового об'єднання» Ромуальд Райс на псевдо «Бурий» скоїв низку злочинів проти білоруського населення в селах Залішани (16 убитих), Вулька-Вигоновська (двоє загиблих), Пухали-Старі (30 убитих) і Зані, Шпаки та Концовизна (31 убитий). Деякі з них ІНПП описав як такі, що носять ознаки геноциду. 30 січня 2011 року на Підляшші віддано шану 79 жертвам цих злодіянь. Одним із відповідальних за злочин проти українського населення в селі Пискоровичі був офіцер «Національного військового об'єднання» Юзеф Задзерський. 6 червня 1945 року підрозділ «національних збройних сил» під командуванням Мечислава Паздерського скоїв різанину в селі Верховина, жертвами якої стали 196 осіб українського походження.

## Вшанування в сьогоднішній Польщі
Починаючи з 2011 року 1 березня в Польщі є державним святом, присвяченим пам’яті вояків збройного антикомуністичного підпілля — Національним днем пам’яті «проклятих солдатів». Воно відзначається на початку березня тому, що в цей день у 1951 році комуністи виконали смертний вирок проти керівництва IV Команди руху Wolność i Niezawisłość.
Прокляті солдати — один із важливих символів для польських правих організацій. Так, від 2016 року в місті Гайнівка на Підляшші щороку напередодні 1 березня проводиться Марш проклятих солдатів під патронатом Ромуальда Райса «Бурого», який відповідальний за вбивства місцевого білоруського і православного цивільного населення (у селах Залешани, Коньцовізна, Шпаки). У селі Старі Пухали «Бури» розстріляв три десятки білоруських селян, які відмовлялися записатися католиками. Ті, хто погодився, вижили. 
Від 2017 р. в Гайнівці проти маршу польських націоналістів протестують польські громадські рухи, зокрема Громадяни Польщі. Свої протести проти цього заходу висловлювало також місцеве білоруське населення Гайнівки.